# Benzilan (köpinghuvudort i Kina, Yunnan Sheng, lat 28,24, long 99,37)
Benzilan (kinesiska: 奔子栏) är en köpinghuvudort i Kina. Den ligger i provinsen Yunnan, i den sydvästra delen av landet, omkring 480 kilometer nordväst om provinshuvudstaden Kunming. Antalet invånare är 10 837. Befolkningen består av 4 719 kvinnor och 6 118 män. Barn under 15 år utgör 14,0 %, vuxna 15-64 år 77 %, och äldre över 65 år 8,0 %.
Runt Benzilan är det glesbefolkat, med 13 invånare per kvadratkilometer. Det finns inga andra samhällen i närheten. Trakten runt Benzilan består i huvudsak av gräsmarker.
Genomsnittlig årsnederbörd är 658 millimeter. Den regnigaste månaden är juli, med i genomsnitt 227 mm nederbörd, och den torraste är november, med 1 mm nederbörd.